# Jim Washington
James H. "Jumping Jimmy" Washington dit Jim Washington, né le 1er juillet 1943 à Philadelphie, en Pennsylvanie, est un ancien joueur américain de basket-ball.

## Biographie
Ailier fort d'1,98 m issu de l'Université Villanova, il fut sélectionné par les Hawks de Saint-Louis en 6e position de la draft 1965 de la NBA. Après un an avec les Hawks, il rejoignit les Bulls de Chicago, où il devint un favori des fans en tant que premier Bulls à avoir atteint en moyenne plus de dix rebonds par match. En 1967-1968, il récolta en moyenne 12,5 points et 10,1 rebonds et la saison suivante, en moyenne 14 points et 10,6 rebonds. Washington joua également pour les 76ers de Philadelphie, les Hawks d'Atlanta (le nouveau nom de l'ancienne franchise des Hawks de Saint-Louis) et les Braves de Buffalo et prit sa retraite en 1975 avec 6 637 rebonds en carrière.